# Chvalnov-Lísky
Chvalnov-Lísky település Csehországban, Kroměříži járásban. Chvalnov-Lísky Kunkovice, Staré Hutě, Litenčice, Střílky, Roštín, Cetechovice, Zástřizly és Kožušice településekkel határos. Lakosainak száma 237 fő (2024. január 1.).

## Népesség
A település lakosságának változását az alábbi diagram mutatja:
| Lakosok száma | 604  | 623  | 664  | 467  | 332  | 276  | 253  | 249  | 240  | 237  |
|               | 1869 | 1890 | 1921 | 1950 | 1980 | 2001 | 2017 | 2019 | 2022 | 2024 |